# Enkenbach-Alsenborn
Enkenbach-Alsenborn is een gemeente in de Duitse deelstaat Rijnland-Palts, en maakt deel uit van de Landkreis Kaiserslautern. Enkenbach-Alsenborn telt 7.088 inwoners. Op 7 juni 1969 werden de toenmalige gemeentes Enkenbach en Alsenborn samengevoegd tot de gemeente Enkenbach-Alsenborn.

## Plaatsen in de gemeente Enkenbach-Alsenborn
- Alsenborn
- Enkenbach

## Bestuur
De plaats is een Ortsgemeinde en maakt deel uit van de Verbandsgemeinde Enkenbach-Alsenborn.

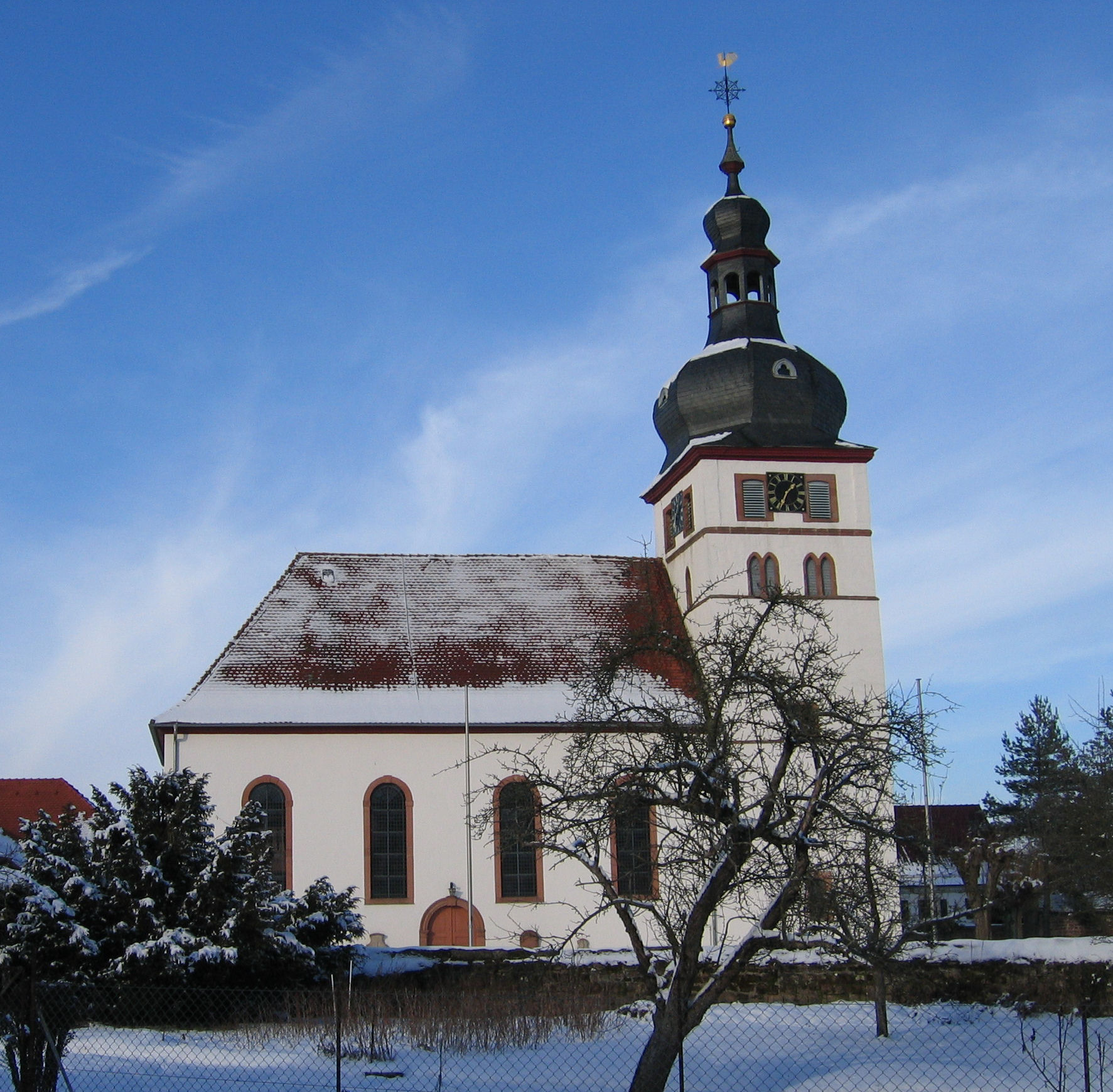
Alsenborn
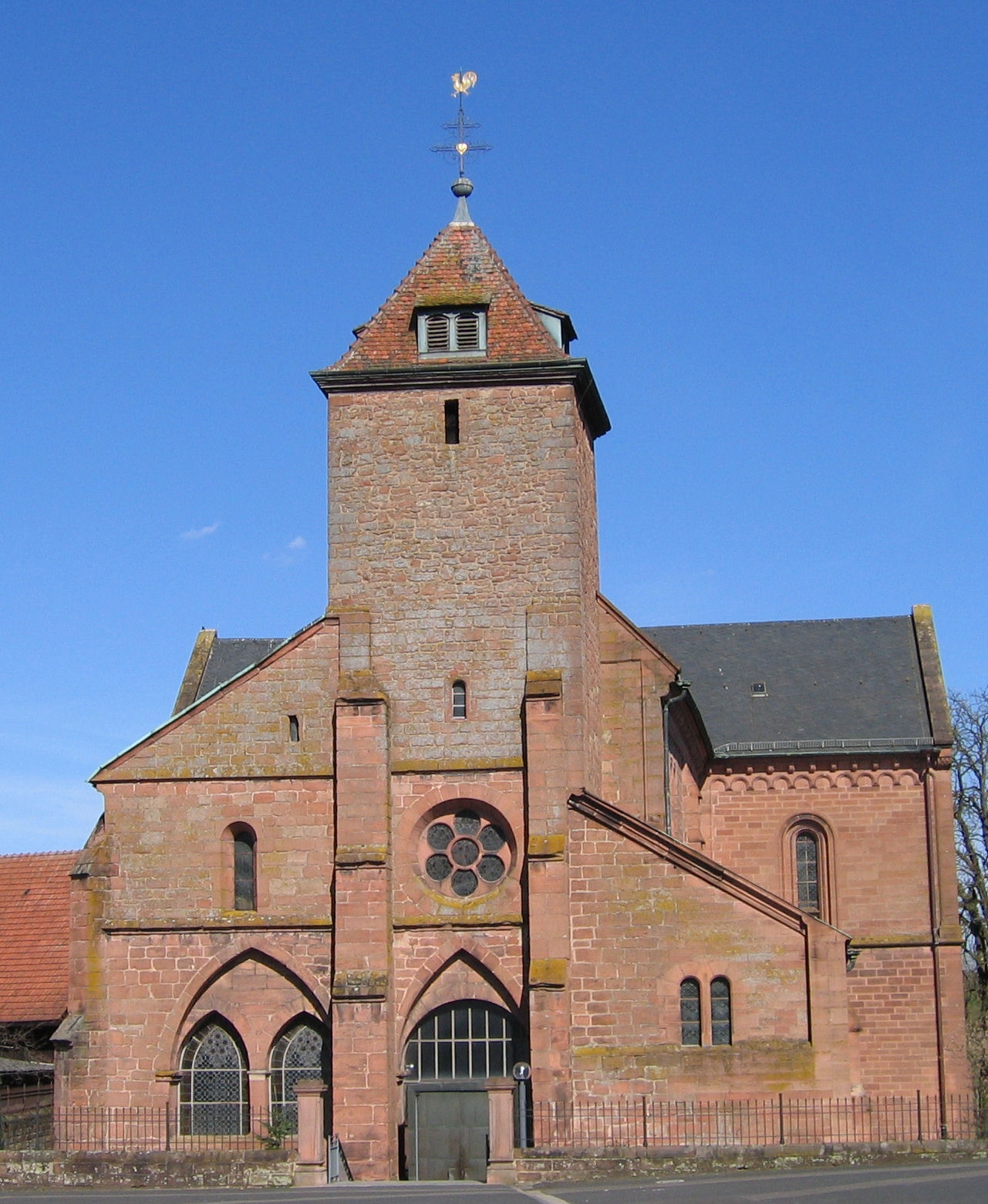
Enkenbach
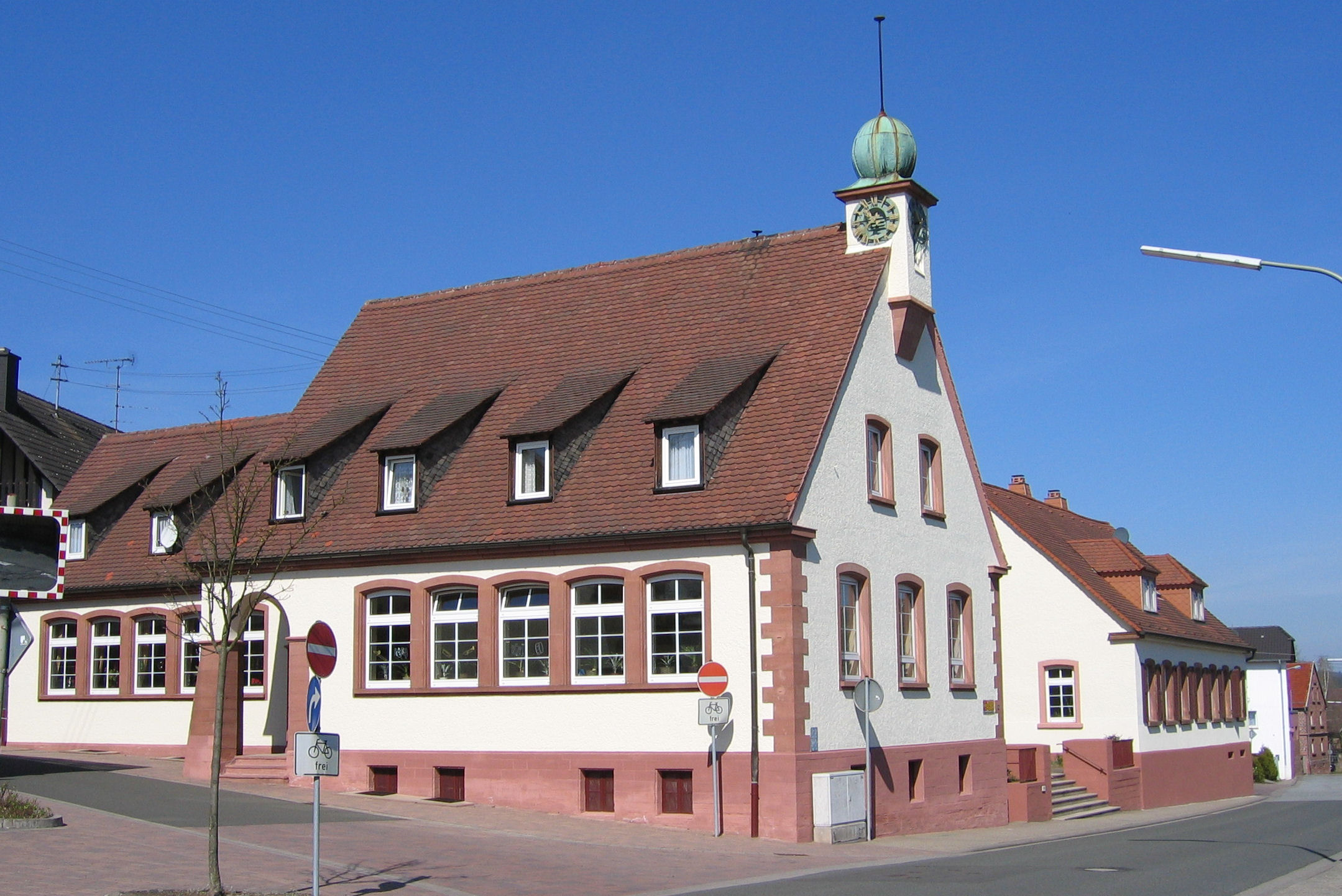
Mehlingen
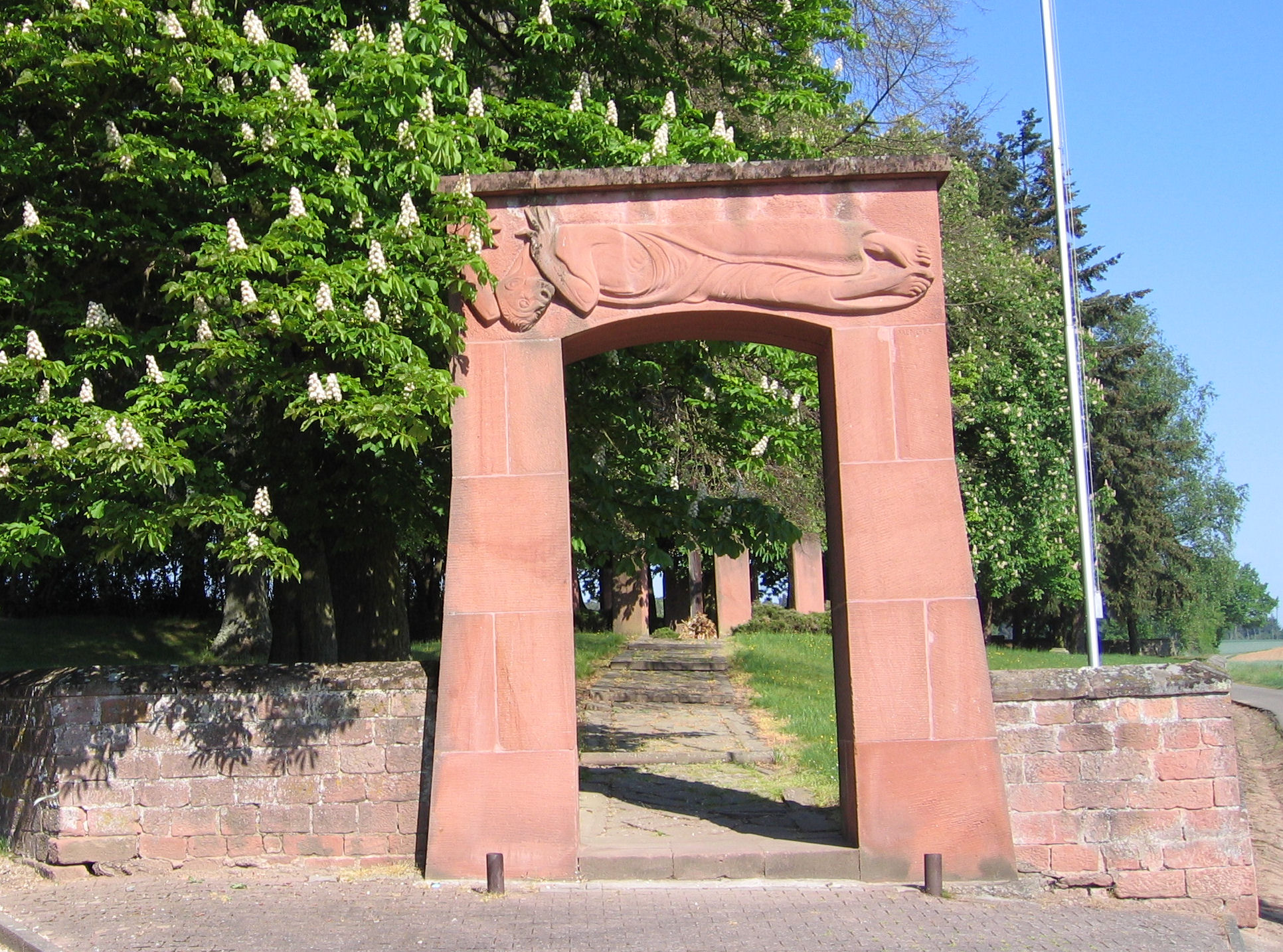
Baalborn

Bann ·
Bruchmühlbach-Miesau ·
Enkenbach-Alsenborn ·
Erzenhausen ·
Eulenbis ·
Fischbach ·
Frankelbach ·
Frankenstein ·
Gerhardsbrunn ·
Hauptstuhl ·
Heiligenmoschel ·
Hirschhorn ·
Hochspeyer ·
Hütschenhausen ·
Katzweiler ·
Kindsbach ·
Kollweiler ·
Kottweiler-Schwanden ·
Krickenbach ·
Lambsborn ·
Landstuhl ·
Langwieden ·
Linden ·
Mackenbach ·
Martinshöhe ·
Mehlbach ·
Mehlingen ·
Mittelbrunn ·
Neuhemsbach ·
Niederkirchen ·
Niedermohr ·
Oberarnbach ·
Olsbrücken ·
Otterbach ·
Otterberg ·
Queidersbach ·
Ramstein-Miesenbach ·
Reichenbach-Steegen ·
Rodenbach ·
Schallodenbach ·
Schneckenhausen ·
Schopp ·
Schwedelbach ·
Sembach ·
Steinwenden ·
Stelzenberg ·
Sulzbachtal ·
Trippstadt ·
Waldleiningen ·
Weilerbach